# Love Punch
LOVE PUNCH é o primeiro álbum da cantora japonesa Ai Otsuka, lançado em 31 de março de 2004 pela Avex Trax, o álbum foi lançado em versões: CD e CD + DVD (contendo vídeos promocionais e entrevistas). O álbum vendeu 698.277 cópias e recebeu certificação 2x Platina pela RIAJ.

## Faixas

### CD
1. pretty voice
2. Momo no Hanabira (桃ノ花ビラ)
3. Sakuranbo (さくらんぼ)
4. GIRLY
5. Ame no Naka no Melody (雨の中のメロディー, Ame no Naka no Merodeii)
6. Shabondama (しゃぼん玉)
7. Ishikawa Osaka Yukou Joyaku (石川大阪友好条約)
8. Kataomoi Dial (片想いダイヤル, Kataomoi Daiyaru)
9. Honey (ハニー, Hanii)
10. Amaenbo (甘えんぼ)
11. Always Together

### DVD
1. Shabondama (しゃぼん玉) (PV)
2. Special Talk "Yousuke Otsuka Ai no 「Ai××LOVE×PUNCH」" (スペシャルトーク"洋介・大塚 愛の「愛××LOVE×PUNCH」")
3. Kataomoi Dial (Ending Edition) (片想いダイヤル（エンディングエディション）, Kataomoi Daiyaru (Endeingu Edeishon))